# Taras (città antica)
Taras (in greco antico: Τάρας?) fu una delle più antiche colonie della Magna Grecia e corrisponde all'odierna Taranto. Fu fondata dagli Spartani nell'VIII secolo a.C.

## Caratteristiche della città antica

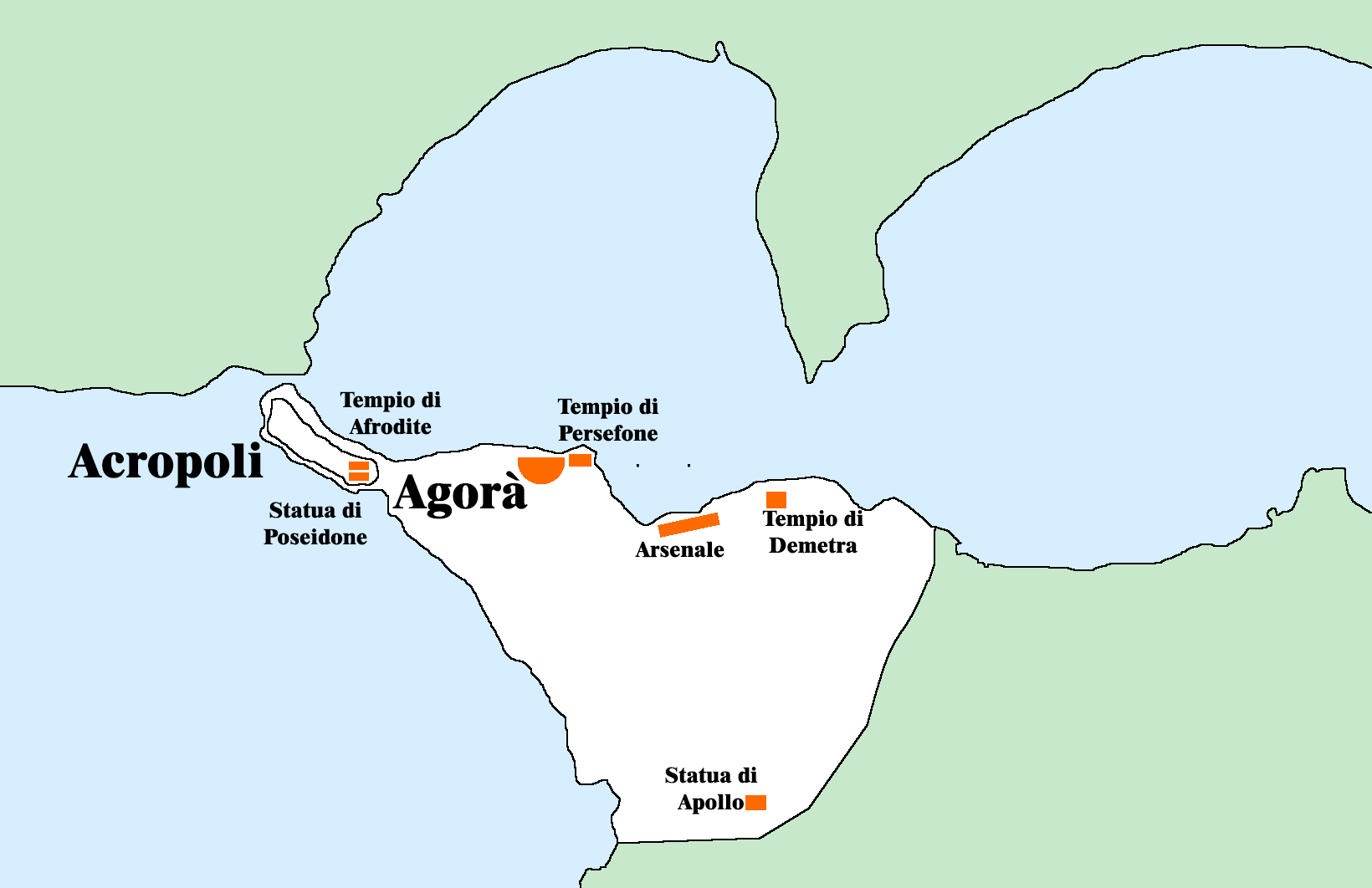
Mappa di Taras

Come racconta Strabone nella sua Geografia, Taranto disponeva di un porto grande ed efficiente, del perimetro di 100 stadi, e chiuso da un gran ponte. La città era situata su una penisola, a differenza di oggi, il cui suolo era poco elevato, tanto che le barche venivano facilmente trasportate per terra da una sponda all'altra della penisola stessa. Tale territorio si innalzava un po' all'altezza dell'acropoli, dove ancora oggi ci sono le colonne dell'antico tempio di Poseidone. Taranto possedeva un magnifico ginnasio, probabilmente dove ora sorge il liceo ginnasio Archita, e una piazza molto grande, probabilmente l'odierna piazza Garibaldi, su cui c'era una statua bronzea raffigurante Zeus nell'atto di lanciare un fulmine, che per le sue dimensioni (18 metri di altezza) era ritenuta la seconda statua più grande del mondo greco, superata solo dal colosso di Rodi. In un'altra piazza, detta "Peripatos", letteralmente "destinato alle passeggiate", c'era un'altra statua, l'Eracle di Lisippo, che in seguito alla vittoria dei Romani sulla città, venne da essi portata sul Campidoglio da Quinto Fabio Massimo. Nella città vi era un anfiteatro che si affacciava sul mare, oggi sepolto sotto la zona di via Anfiteatro, e in cui i tarantini festeggiavano le Dionisìe, le feste in onore di Dioniso, il dio dell'ebbrezza e del vino, inoltre Taras era cinta da mura, che la proteggevano sia dagli attacchi via mare, sia via terra.

## Storia

### La fondazione

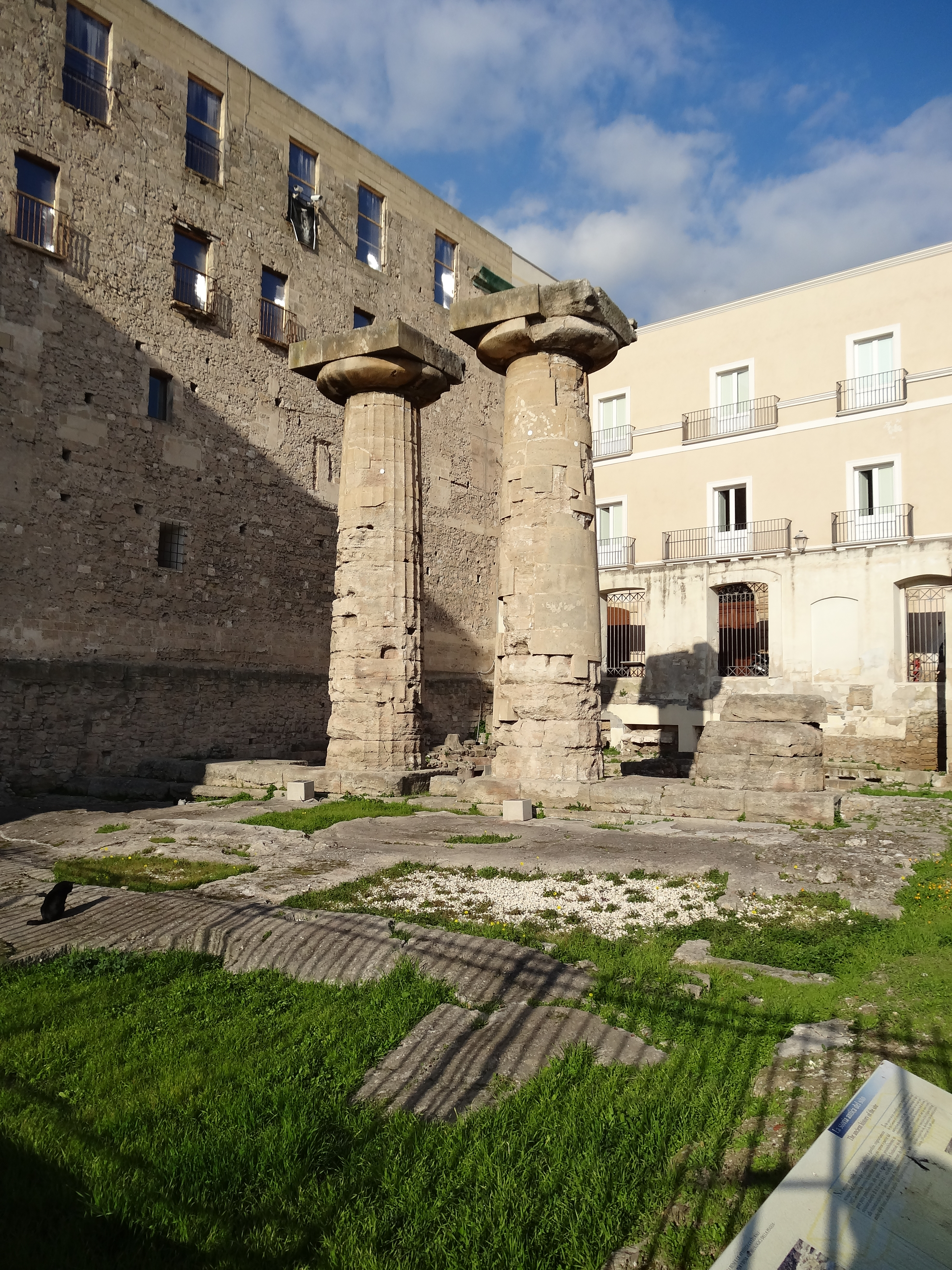
Colonne superstiti del Tempio Dorico

La cronologia tradizionale assegna la data della fondazione di Taranto al 706 a.C. Le fonti tramandate dallo storico Eusebio di Cesarea, parlano del trasferimento dei Partheni (in greco παρθενίαι, "figli di vergini") un gruppo di Spartani che partecipò alla fondazione della città di Taranto. Racconta Strabone nella sua Geografia, come Sparta rischiasse di non avere più una giovane generazione di guerrieri, a causa della lontananza degli uomini dalla città per via delle lunghe guerre messeniche, in cui Sparta era contrapposta alla vicina Messenia. I Partheni furono i figli nati durante le suddette guerre dal connubio tra donne Spartane vergini con i Perieci o con giovani guerrieri Spartani, come racconta Eforo, richiamati appositamente in patria durante le suddette guerre Messeniche, per porre rimedio alla scarsa natalità e scongiurare il rischio di non avere guerrieri a difesa della polis. Tuttavia, non poterono pienamente godere di tutti diritti politici in patria né poterono partecipare alla distribuzione delle terre sottratte ai Messeni. I Partheni con a capo un giovane guerriero chiamato Falanto si ribellarono all'aristocrazia spartana organizzando una congiura, in quanto essi pretendevano i riconoscimenti di tutti i diritti civili che venivano a loro negati. Per sedare la ribellione si stabilì, con l’avallo dell’Oracolo di Delfi, di inviare gli insorti in Occidente a fondare un nuovo centro, sotto la guida del loro capo Falanto. Questi, approdando sul promontorio di Saturo e fissando i primi insediamenti portarono una nuova linfa di civiltà e di tradizioni. 
Qui il responso dell'Oracolo di Delfi : 
| ὁ δ’ ἔχρησε Σατύριόν τοι δῶκα Τάραντά τε πίονα δῆμον οἰκῆσαι, καὶ πῆμα Ἰαπύγεσσι γενέσθαι. | Ti dono Satyrion e ti concedo anche di abitare il ricco paese di Taranto e di diventare flagello per gli Iapigi |

(Antioco fr. 13 Jacoby, apud Strabo, Geogr VI, 3,2 – Traduzione M. Lombardo)
Falanto chiese anche un segno con cui capire quando sarebbe giunto il momento opportuno, e l'oracolo sentenziò:
«Quando vedrai piovere dal ciel sereno, conquisterai territorio e città».
Il racconto di Eforo (Eforo, fr. 216 Jacoby, apudStrabo., VI, 3,3), conferma la fondazione di Taranto ad opera dei Partheni, sostenendo che questi erano figli delle donne spartane e dei giovani guerrieri, che non vincolati dal giuramento d’età, erano stati rimandanti in patria per unirsi alle vergini e scongiurare che Sparta dopo tanti anni rimanesse senza nascite. Tuttavia, i nati da queste unioni non furono riconosciuti cittadini legittimi e furono pertanto privati dei diritti civili garantiti all'aristocrazia spartana. Secondo Eforo, al tentativo di rivolta contro Sparta, parteciparono anche gli Iloti; anch’essi poi, abbandonarono la città e presero parte alla spedizione di Falanto. 
| ἧκον οὖν σὺν Φαλάνθῳ οἱ Παρθενίαι, καὶ ἐδέξαντο αὐτοὺς οἵ τε βάρβαροι καὶ οἱ Κρῆτες οἱ προκατασχόντες τὸν τόπον. | Giunsero dunque i Parteni insieme con Falanto, e i barbari e i cretesi che abitavano quel luogo, li accolsero. |

(apud Strabo, Geogr, VI, 3,3 – Traduzione M. Lombardo)
Nell'VIII secolo a.C., l'eroe spartano Falanto divenne quindi il condottiero dei Parteni. Dopo aver affrontato un naufragio e raggiunte le terre degli Iapigi, presero possesso del promontorio di Saturo.
Venne un giorno in cui le ambizioni e le delusioni di Falanto lo videro sedere per terra con il capo poggiato sulle ginocchia della moglie, la quale stanca e scoraggiata, cominciò a piangere e a bagnarlo con le sue lacrime. Ma il nome della moglie Etra (in greco antico Αἴθρα) ha proprio il significato di "cielo sereno", per cui Falanto, ricordandosi dell'oracolo, ritenne giunto il momento di fondare una città: guidando i suoi uomini verso l'entroterra fondò così Taranto, richiamandosi all'eroe greco-iapigio del luogo chiamato Taras. 
La mitologia greca racconta invece della nascita della città ancor prima, ad opera di Taras, uno dei figli di Poseidone, circa 2000 anni prima della nascita di cristo.
Taras sarebbe giunto in questa regione con una flotta, approdando presso un corso d'acqua che poi da lui stesso avrebbe preso il nome: il fiume Tara.
Mentre sulle rive italiche dello Ionio Taras compiva sacrifici per onorare suo padre Poseidone, gli sarebbe apparso improvvisamente un delfino, segno che avrebbe interpretato di buon auspicio e di incoraggiamento per fondare una città da dedicare a sua madre Satyria o a sua moglie Satureia e che chiamò quindi Saturo, località tuttora esistente.
Un giorno Taras sarebbe scomparso nelle acque del fiume e dal padre sarebbe stato assunto fra gli eroi.
L'antica città di Taranto ebbe un grande culto per il dio Poseidone e naturalmente nella città, non poteva non essere eretto un tempio dedicato a questa divinità.
La struttura sociale della colonia sviluppò nel tempo una vera e propria cultura aristocratica, la cui ricchezza proveniva, probabilmente, dallo sfruttamento delle risorse del fertile territorio, che venne popolato e difeso da una serie di "phrourion", piccoli centri fortificati. A differenza delle altre città della Puglia (come Bari e Brindisi), Taras (Taranto) non fu annessa all'Impero romano se non centinaia di anni dopo la fondazione, anzi numerose guerre riportano eventi durante i quali l'esercito romano si ritirò sconfitto, come nella battaglia di Eraclea ad opera di Pirro.

### La Magna Grecia

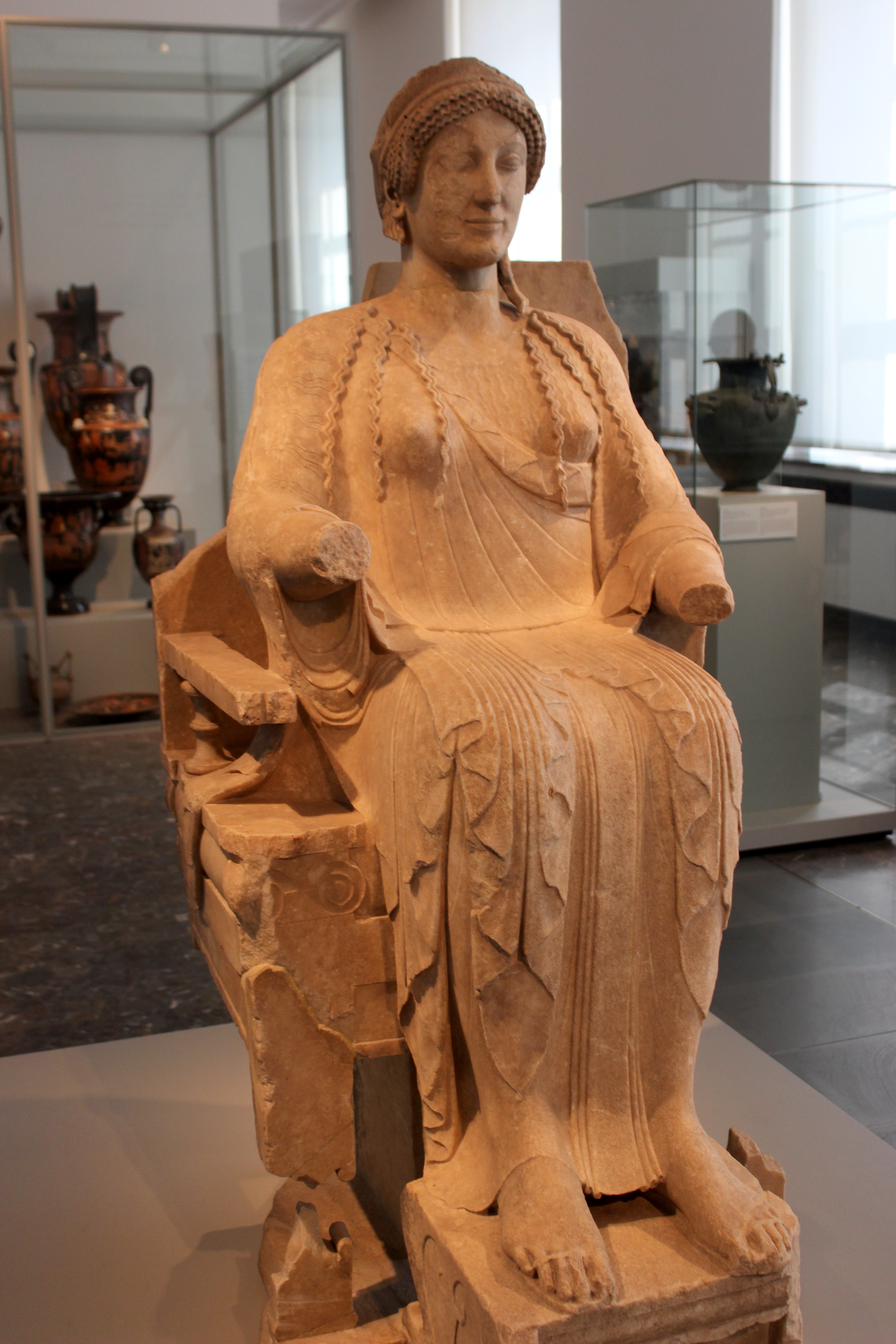
La cosiddetta Dea di Taranto, rinvenuta a Taranto nel 1912, Altes Museum, Berlino

Intorno al 500 a.C. la città era governata da un istituto di tipo monarchico. È noto infatti un re tiranno di nome Aristofilide ed una conflittualità politica tale da provocare un gran numero di esuli.
Nonostante le diverse vittorie dei Tarantini su Peucezi e Messapi nel corso della storia, con il conseguente controllo di numerose aree dell’attuale territorio pugliese (tanto che i Tarantini, come testimoniato da Pausania, poterono erigere un donario a Delfi che celebrava le vittorie su questi ultimi, di cui sono ancora presenti i resti) [1] , essi patirono anche alcune sconfitte, come quella subita (insieme ai loro alleati Reggini guidati da Micito) per opera dei Messapi nel 473 a.C. (annoverata dallo storico greco Erodoto come una tra le più gravi sconfitte inflitte a popolazioni di stirpe greca per via dell’ingente numero di perdite umane).
Nella prima metà del V secolo a.C. la città subì una profonda trasformazione urbanistica.

Si costruì infatti una nuova cinta difensiva e si ampliò la superficie monumentale, che raggiunse il suo culmine con la costruzione di un imponente tempio dorico sull'acropoli.
La democrazia tuttavia, non arrestò la politica aggressiva nei confronti del mondo esterno. Tra il 444 a.C. ed il 433 a.C., la città ingaggiò una guerra per il possesso della Siritide con la colonia panellenica di Thurii, che si concluse con l'accordo per la costituzione di una subcolonia mista di Thurini e Tarantini, che prese il nome di Eraclea, in cui prevalse ben presto la componente dorica di Taranto.
Verso la fine del secolo, Taranto si allineò alla politica di Sparta, e in occasione della guerra del Peloponneso contro Atene, pur non entrando direttamente nel conflitto, negò nel 415 a.C. l'approdo presso il suo porto alle navi della flotta ateniese dirette verso la Sicilia, in occasione della disastrosa spedizione ateniese.

Il periodo di maggiore floridezza fu vissuto dalla città durante il governo settennale di Archita, che segnò l'apice dello sviluppo tarantino ed il riconoscimento di una superiorità politica sulle altre colonie dell'Italia meridionale. Dal 343 a.C. al 338 a.C. i Tarantini si scontrarono con i Lucani, rimediando una sconfitta che culminerà con la morte del re spartano Archidamo III, accorso in aiuto della città magno-greca. Nel 335 a.C. giunse in soccorso della città Alessandro I il molosso contro i Lucani, i Bruzi ed i Sanniti, riuscendo a conquistare le città di Brentesion, Siponto, Eraclea, Cosentia e Paestum.

Nel 303 a.C., allo scopo di frenare l'espansione della città di Taranto, i Lucani si allearono con Roma, la quale tuttavia preferì concordare la pace con la città magno-greca; nei trattati fu inclusa una clausola in base alla quale veniva vietato alle navi romane di spingersi più ad oriente del promontorio Lacinio.

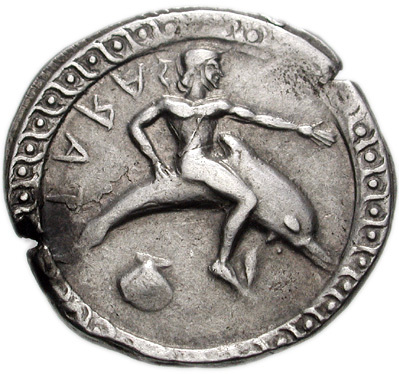
Moneta dell'antica Taras

Nel 282 a.C., Roma inviò una flotta composta da dieci navi in soccorso degli abitanti di Thurii assediati dai Lucani: per raggiungere Thurii, i Romani dovettero oltrepassare il promontorio Lacinio, e pretesero di ormeggiare nel porto di Taranto.

La città festeggiava in onore di Dioniso, e la popolazione assisteva ai giochi nell'anfiteatro che sorgeva vicino al mare: viste all'orizzonte le navi romane che si dirigevano al porto, i Tarantini, che già odiavano Roma per le sue mire espansionistiche e per gli aiuti che aveva sempre prestato ai governi aristocratici, considerarono questa una violazione del trattato del 303 a.C., e non esitarono quindi ad affrontarle con la propria flotta, riuscendo ad affondare quattro navi e a catturarne una, e facendo molti prigionieri tra i Romani. Non appagati, marciarono contro la vicina Thurii, sopraffacendo il presidio romano e saccheggiando la città.

Nonostante l'oltraggio subito, Roma non volle cominciare una guerra che avrebbe sicuramente richiamato nella penisola milizie greche o cartaginesi, pertanto inviò nella città come ambasciatore Lucio Postumio, per chiedere con fermezza la restituzione della nave e dei prigionieri catturati, nonché che si abbandonasse Thurii. Postumio fu accolto dalla popolazione con dileggio e sarcasmo a causa del suo abbigliamento e per gli errori commessi parlando il greco. Avendo inoltre proferito delle minacce, la reazione dei Tarantini fu quella di invitare l'ambasceria stessa ad abbandonare subito la città, e si racconta che in quell'occasione un uomo di nome Filonide, soprannominato "Kotylè" ('ciotola' in quanto noto bevitore), orinò sulla toga di Postumio, il quale così ammonì la popolazione: "Per lavare questa offesa spargerete una gran quantità di sangue e verserete molte lacrime".

Tutto questo fu il pretesto affinché la guerra venisse dichiarata nel 281 a.C.

### Le Guerre pirriche e la fine della città-stato

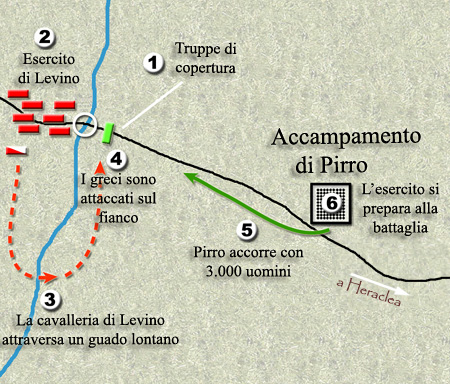
Heraclea, prima fase

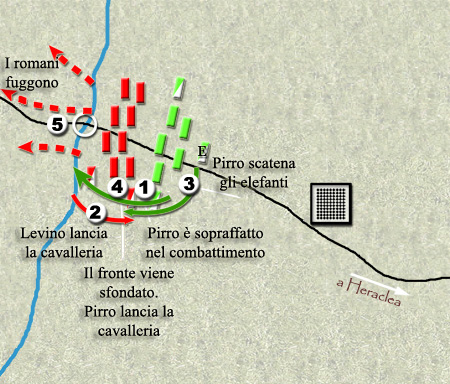
Heraclea, seconda fase

Taranto, per resistere alla potenza di Roma, strinse un'alleanza con Pirro, Re dell'Epiro e nipote di Alessandro Magno, il quale inviò il suo luogotenente Milone con un esercito di circa 30.000 uomini e 20 elefanti, obbligando i Tarantini validi ad arruolarsi.
Gli scontri tra epirei e romani furono sempre durissimi e costosi in termini di vite umane: la famosa battaglia di Eraclea del 280 a.C., che vide protagonisti il console romano Publio Valerio Levino e lo stesso Pirro, costò 7.000 morti, 2.000 prigionieri e 15.000 feriti ai romani, mentre 4.000 morti e un gran numero di feriti si contarono tra i greci.

I successi degli epirei furono conseguiti grazie alla presenza in battaglia degli elefanti da guerra, animali tanto imponenti quanto sconosciuti ai legionari romani.
Un altro successo fu conseguito della lega tarantino-epiriota nella battaglia di Ascoli del 279 a.C., ma nonostante le iniziali vittorie, Pirro non abbandonò mai il desiderio di concludere trattative di pace con i romani, consapevole della potenza dei suoi avversari. Nel frattempo questi ultimi, avendo appreso che gli elefanti si spaventavano alla vista del fuoco, avevano appositamente costruito dei carri armati con all'estremità dei bracieri, ragion per cui le sorti delle successive battaglie si spostarono sempre più a favore di Roma, tanto che Pirro decise di stipulare un trattato con cui si impegnava ad abbandonare l'Italia, a patto però che si lasciasse tranquilla Taranto.
Tuttavia Roma tornò ben presto in campo contro i popoli del Mezzogiorno, e Pirro fu nuovamente invitato a ritornare in Puglia da messi inviati dall'Italia meridionale.
Le sconfitte di Pirro furono questa volta molto più incisive rispetto al passato, tanto che dopo la disfatta di Malevento si ritirò in Grecia (dove morì poco dopo), lasciando a Taranto una piccola guarnigione comandata da Milone.
I Tarantini allora chiamarono una flotta cartaginese a sostegno, affinché li aiutasse a liberarsi del presidio epirota. Per tutta risposta Milone consegnò la città al console romano Lucio Papirio Cursore, e così Taranto cadde in potere dei romani nel 272 a.C. Papirio fece smantellare le mura della città, le impose un tributo di guerra e gli sottrasse tutte le armi e tutte le navi. Tutto ciò che ornava Taranto (statue dell'arte greca, oggetti preziosi, pregevoli quadri) e qualsiasi cosa di valore, fu inviato a Roma, insieme ai matematici, ai filosofi, ai letterati, tra cui Livio Andronico, che tradusse dal greco l'Odissea per far conoscere ai romani l'epica greca; il grande poeta Leonida, invece, riuscì a fuggire prima della capitolazione della città, ma da quel momento visse un'esistenza miserrima, morendo in esilio. Roma si astenne dall'infliggere a Taranto punizioni, e mise la città nel novero delle alleate, proibendole però di coniare moneta.